# Anna Rossell Ibern
Anna Rossell Ibern (Mataró, Barcelona, 1951) es filóloga, crítica literaria, gestora cultural y escritora:poesía, novela, microrrelato, teatro. Licenciada en filología alemana por la Universidad de Barcelona, cursó estudios de doctorado en la Universidad de Bonn y en la Universidad de Barcelona, por la que se doctoró el año 1981. Es miembro de la ACEC (Asociación Colegial de Escritores de Cataluña) y de la tertulia literaria El laberinto de Adriana.

## Biografía
Profesora de lengua alemana en el Instituto Goethe y en la Escuela Oficial de Idiomas de Barcelona. Profesora e investigadora de la lengua y la literatura alemanas en la Universidad Autónoma de Barcelona hasta diciembre de 2009. Investigación en teatro alemán (Volksstück y Relaciones del director teatral alemán Erwin Piscator con la Guerra Civil Española) y narrativa alemana (literatura de la posguerra) en la Universidad de Bonn, la Freie Universität de Berlín y la Akademie der Künste, también de Berlín.
Se dedica en la actualidad plenamente a la poesía, a la literatura creativa, a la crítica literaria y a la gestión cultural.
Como crítica literaria es Jefe de Sección en el semanario de artes, ciencias y humanidades Las nueve musas y miembro del Consejo Editorial.

### Poesía[8][9]
- 2010- La ferida en la paraula ISBN 978-84-95705-97-6
- 2011- Quadern malià / Cuaderno de Malí ISBN 978-84-614-9962-5
- 2011- La Veu per companya ISBN 978-84-615-0516-6
- 2013- Àlbum d'Absències ISBN 978-84-941025-0-9[10][11]
- 2015- Alma escarchada / Ànima gebrada / Suflet înghețat ISBN 978-606-13-2366-1 (Antología, Editura PIM, Rumanía)[12][13][14]
- 2015- Auschwitz-Birkenau. La prada dels bedolls / La pradera de los abedules ISBN 978-84-943138-2-0[15][16][17][18][19][20]
- 2021- Us deixo el meu llegat per si algun dia... Oratori en XVII cants ISBN 978-84-120854-2-6[21]
- 2021- Os dejo mi legado, por si algún día... Oratorio en XVII cantos ISBN 978-84-120854-3-3[22]

### Novela
- 2011- Mondomwouwé ISBN 978-84-614-9964-9
- 2012- Aquellos años grises (España 1950-1975) ISBN 978-84-939881-1-1
- 2014- Aquells anys grisos: (Espanya 1950-1975) eBook Kindle-Amazon
- 2020- Barcelona, aquellos años. El despertar de una conciencia ISBN 978-84-135-0587-9[23]
- 2020- Barcelona, aquells anys. El despertar d'una consciència ISBN 978-84-135-0599-2[24]

### Libros de viaje
- 2006- Mi Viaje a Togo ISBN 9788495705365[25]
- 2014- El meu viatge a Togo eBook Kindle-Amazon
- 2014- Viaje al país de la tierra roja: (Togo y Benín) eBook Kindle-Amazon
- 2014- Viatge al país de la terra roja: (Togo i Benín) eBook Kindle-Amazon

### Dramaturgia
- 2016- SIUATL - Historia de México a través de tres generaciones de mujeres mexicanas (Work in progress)
- 2018- SIUATL - De huidas, guerrillas y fandangos (En coautoría)

### Traducciones
- 1987- El Elegido ISBN 978-84-350-1675-9 (Der Erwählte, de Thomas Mann)
- 1989- Thomas Mann y los suyos ISBN 978-84-7223-128-3 (Thomas Mann und die Seinen, de Marcel Reich-Ranicki)
- 1993- ¡Happy birthday, turco! ISBN 978-84-88455-03-1 (Happy birthday, Türke!, de Jakob Arjouni)

### Otros
- 1996- Manual de Traducción: Alemán/Castellano ISBN 9788474325539[26]

## Colaboraciones
Colabora asiduamente en diversas publicaciones nacionales e internacionales:
- Quimera (Revista en papel)[28]
- Las nueve musas (español y catalán)[29]
- La Náusea[30]
- Núvol[31]
- Crítica de libros[32]

### Coautora/Coeditora
- 1979- Anuario del Departamento de Inglés, 1979 - UAB Bellaterra, pp. 47-70
- 1984- Anuari d'Anglès, 1984 - UAB Bellaterra, pp. 45-52
- 1992- Die Sprachen im Europa der einheitlichen Akte ISBN 9788474889635, pp. 104-110
- 1992- Filología Alemana y Didáctica del Alemán ISBN 978-84-7762-291-8, pp. 381-402
- 1994- DaF aus spanischer Sicht ISBN 978-84-7488-980-2 (coedición y coautoría)
- 1996- La ilustración y el romanticismo como épocas literarias en contextos europeos, Servei de Publicacions de la UAB, D.L. B. 15.582-1996 (coedición y coautoría)
- 1998- Germanistentreffen, Tagunsbeiträge. Deutschland-Spanien-Portugal, Leipzig, ISBN 3871927139, pp. 179-200. Editorial: Bonn, DAAD, 1998
- 1998- Lectora, Dossier: Mujer y fin de siglo ISSN 1136-5781,núm.3, pp. 125-135
- 1999- Tropelías. Revista de teoría de la literatura y literatura comparada ISSN 1132-2373,núm.7-8, pp. 363-368
- 1999- Els Marges ISSN 0210-0452,núm.63, pp. 89-104
- 1999- Selbstbild und Fremdbild. Aspekte wechselseitiger Perzeption in der Literatur Deutschlands und Spaniens Edic. Fórum 1, editorial Idiomas, ISBN 84-8141-022-5 pp. 134-146
- 2001- Diccionario de personajes históricos y de ficción en la literatura alemana ISBN 978-84-7962-197-1
- 2004- El alemán en su contexto español. Deutsch im spanischen Kontext ISBN 84-9750-367-8, pp. 577-589
- 2005- III. FAGE-Kongress ISBN 84-607-5653-X, pp. 545-561
- 2005- Los hábitos del deseo ISBN 980-6647-03-3, pp. 231-235
- 2005- RdFA Revista de Filología Alemana. Publicaciones de la Universidad Complutense de Madrid, vol. 13, ISSN 1133-0406, pp. 31-46
- 2006- Fòrum. Literatura i Compromís. Miscel•lània en Honor del Prof. Dr. Knut Forsmann ISBN 978-84-96639-28-7, pp. 303-321
- 2006- Microscopios eróticos ISBN 84-7800-440-8
- 2007- RdFA Revista de Filología Alemana. Publicaciones de la Universidad Complutense de Madrid, vol. 15, ISSN 1133-0406, pp. 127-137
- 2009- La narrativa de la unificación alemana. Autores y obras ISBN 978-3-03911-706-2, pp. 120-123; 187-189; 273-278; 322-326
- 2009- Erzählen müssen, um zu überwinden. Literatura y supervivencia ISBN 978-84-477-1045-4, pp. 143-154
- 2009- Religiöse Toleranz im Spiegel der Literatur. Eine Idee und ihre ästhetische Gestaltung ISBN 978-3-643-90009-8, pp. 257-268
- 2011- I Concurso de microrrelatos Lorenzo Silva ISBN 978-84-15007-45-6
- 2011- VILAPOÉTICA (Antología poética) ISBN 978-84-15007-47-0
- 2011- La Lluna en un Cove (Revista de relats de ficció, nº 27) ISSN 1889-0997
- 2011- Tardes del LABERINTO (Antología poética) ISBN 978-84-15007-70-8
- 2011- ÁLORA, La bien cercada (Revista de letras, nº 28) ISSN 1889-2280
- 2012- IndignHADAS (Antología poética) ISBN 978-84-940495-1-4
- 2013- Poesia des dels balcons (I Festival de Poesia al Carrer, Riba-Roja d'Ebre) ISBN 978-84-941495-3-5
- 2014- El laberinto de la dicha (Depósito legal VA-251-2014)
- 2014- Poesia des dels balcons (II Festival de Poesia al Carrer, Riba-Roja d'Ebre) ISBN 978-84-942386-5-9
- 2017- Antología actual de la poesía española. La escritura plural (eBook)[33]